# 플랜지백

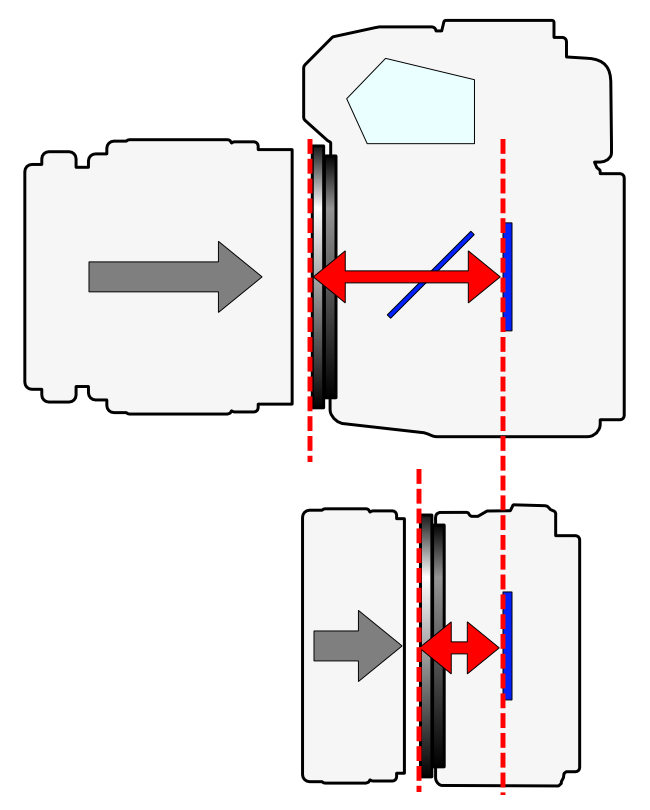
SLR 타입과 미러리스 타임 카메라의 플랜지백을 묘사한 그림

렌즈 교환식 카메라에서 플랜지백(flange back) 또는 플랜지 초점 거리(영어: flange focal distance)는 마운팅 플랜지(카메라에 설치된 금속링이자 렌즈의 뒷면)부터 필름판까지의 거리이다. 이 값은 카메라 시스템마다 다르다. 이 거리의 범위는 다양한 밀리미터 값으로 측정되며, 초점 심도로 알려져 있다. 
이 거리는 한 시스템의 렌즈가 다른 시스템의 카메라 바디에 어댑터로 장착될 수 있는지에 영향을 준다. 긴 플랜지백을 가진 카메라 시스템은 많은 렌즈를 어댑트할 수 있으며, 반면에 짧은 프랜지백을 가진 시스템은 다양한 렌즈를 위한 어댑터를 장착할 수 있다. 